# Leptacis antennalis
Leptacis antennalis är en stekelart som beskrevs av Peter Neerup Buhl 1997. Leptacis antennalis ingår i släktet Leptacis och familjen gallmyggesteklar. Inga underarter finns listade i Catalogue of Life.